# Amuzgo (volk)
De Amuzgo (Amuzgo: Tzañcue og Tzjon noan) zijn een indiaans volk woonachtig in de staten Oaxaca en Guerrero in Mexico. Er wonen 57.666 Amuzgo in Mexico.

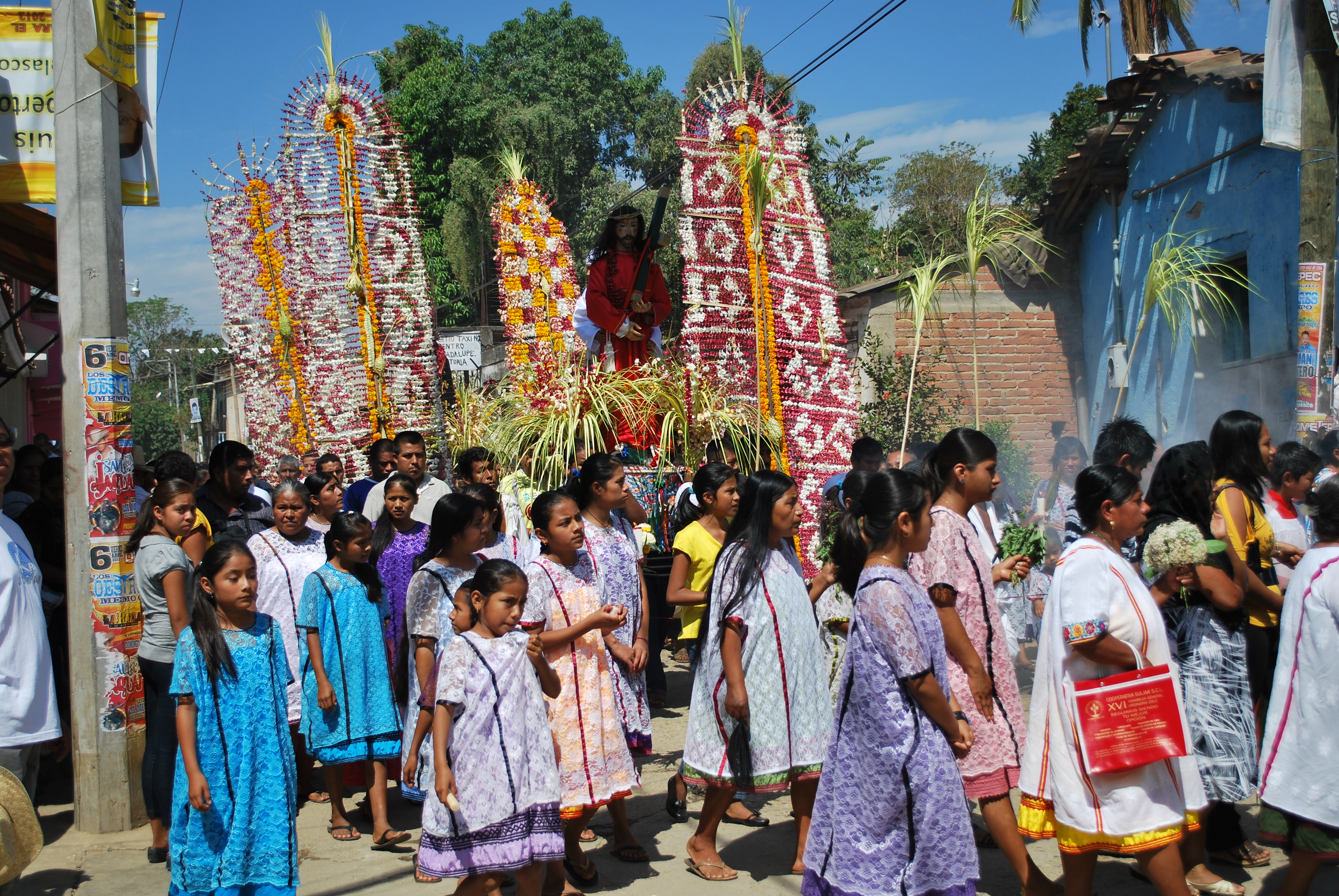
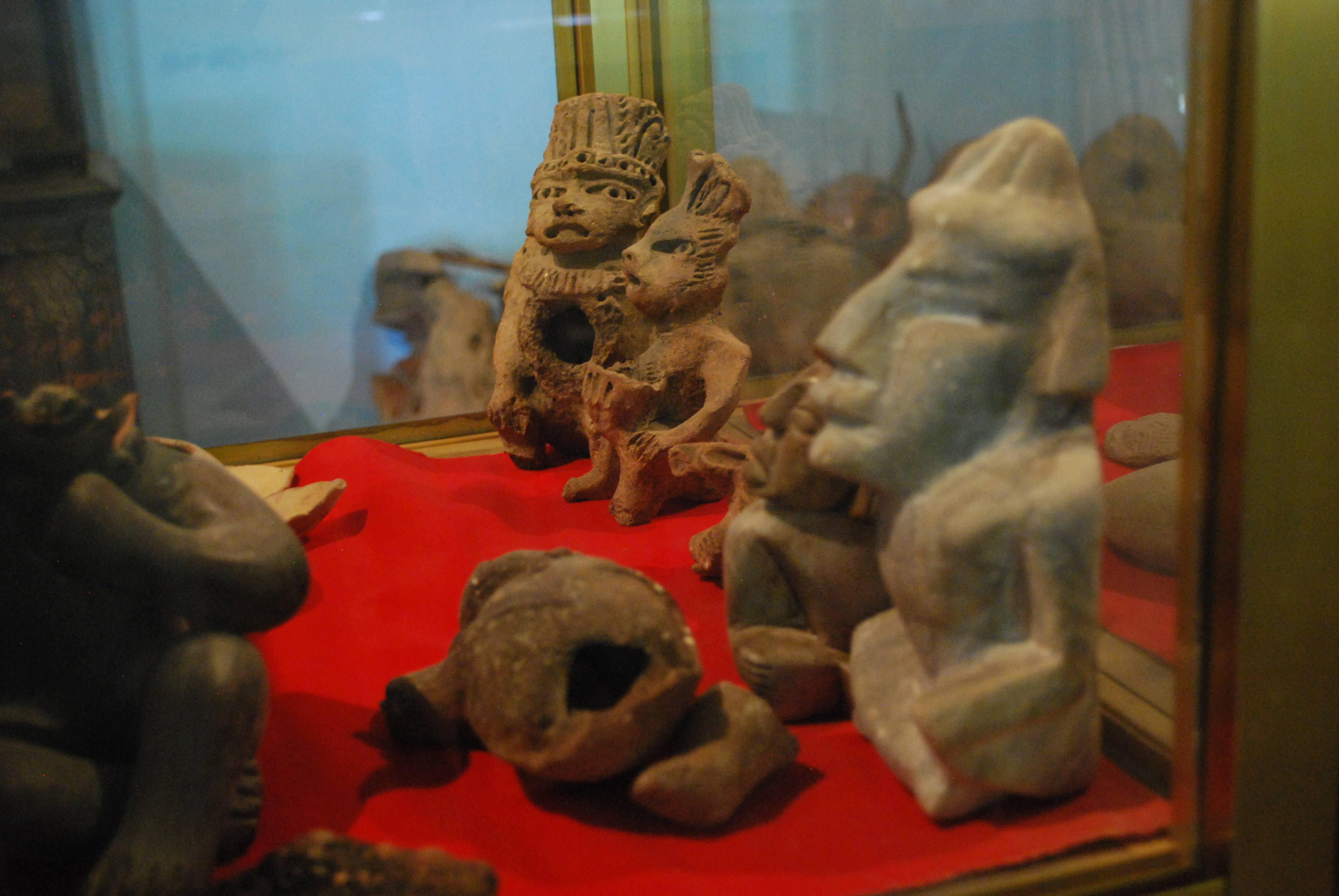
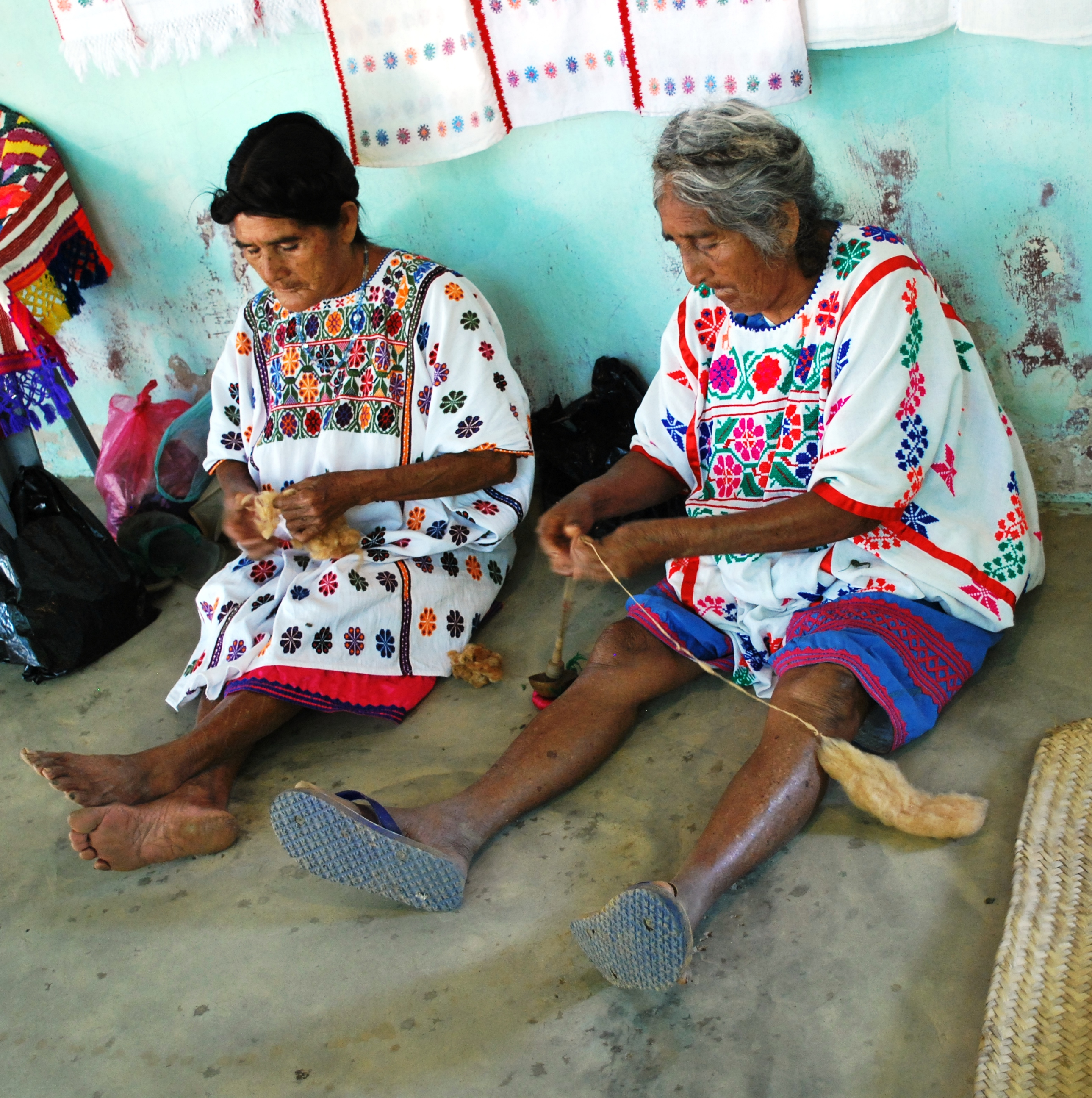
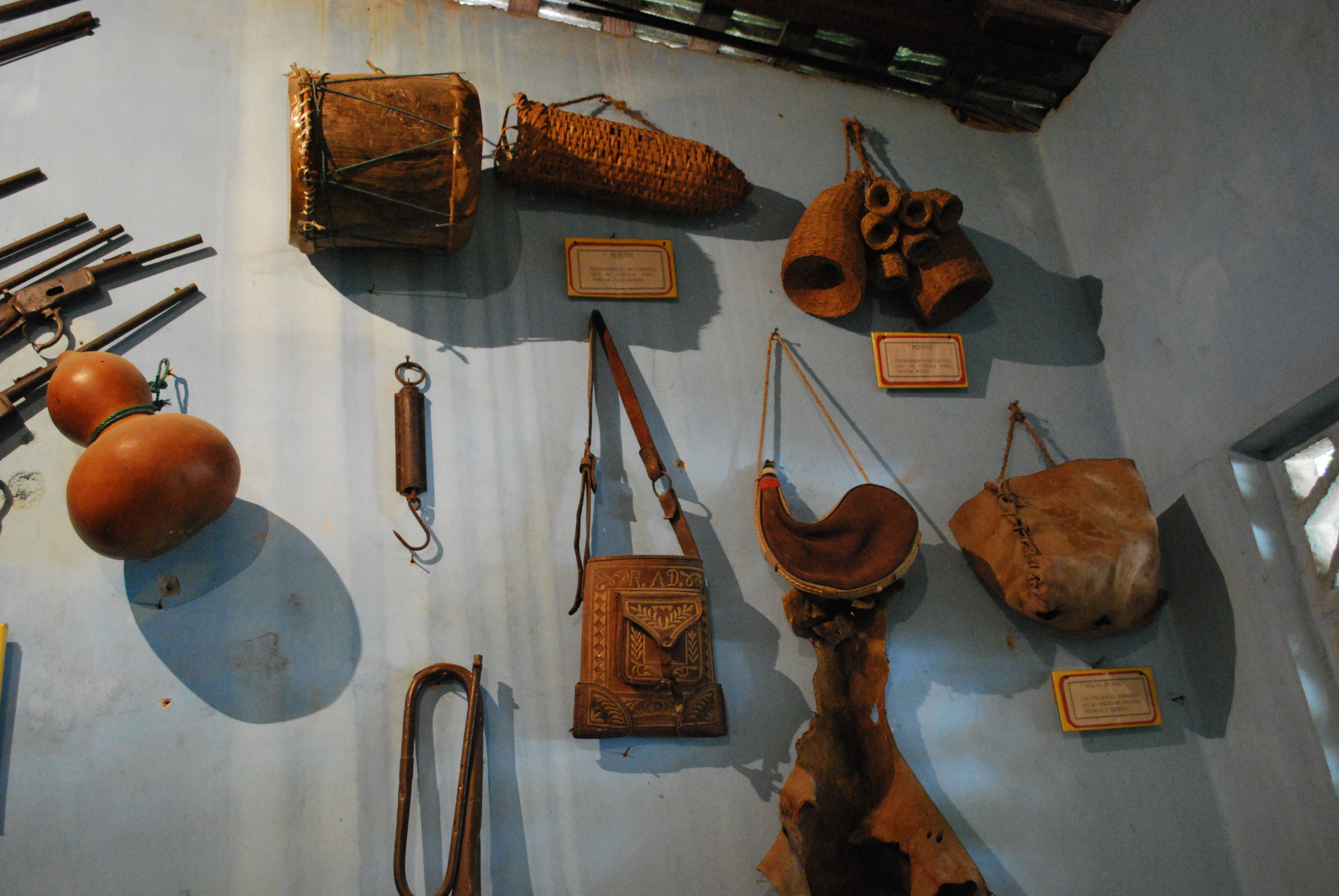
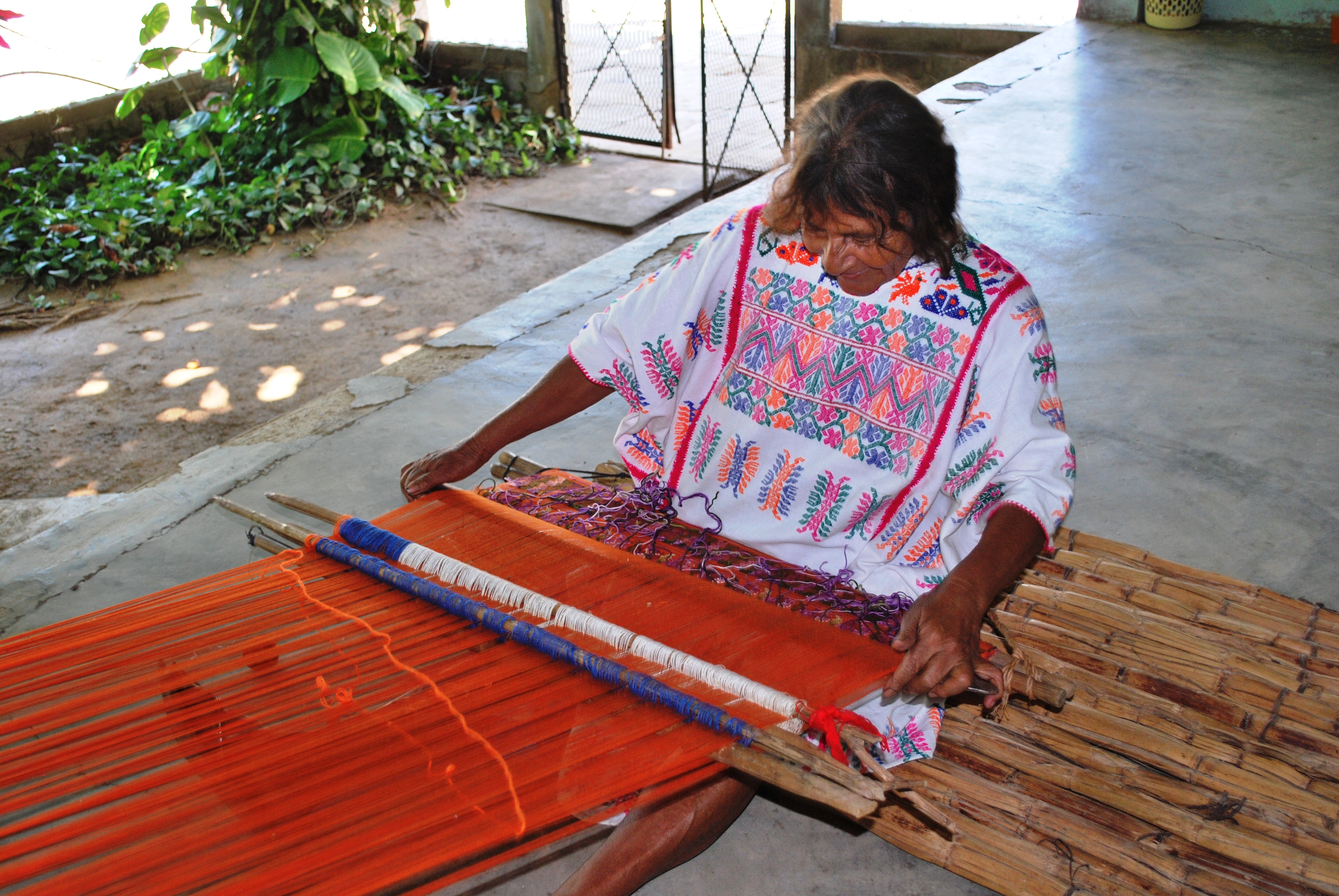